# Medina Schuurman
Pour les articles homonymes, voir Schurman.
Medina Schuurman, née le 6 août 1969 à La Haye, est une actrice, directrice de casting et femme de lettres néerlandaise.

## Filmographie

### Téléfilms
- 1993 : Niemand de deur uit! (nl) : Marieke de Bruin (1993)
- 1997 : Goede tijden, slechte tijden : Simone Hoogland
- 2001-2006 : Rozengeur & Wodka Lime (nl) : Donna de la Fuentera
- 2010 : Flikken Maastricht : Claire Degryse
- 2010-2017 : Penoza (nl) : Sandrina Breusink
- 2016-2017 : Celblok H (nl) : Catelijne 'Caat' Bergsma

### Cinéma
- 1989 : Lost in Amsterdam (nl)
- 2009 : M.A.N. : Olga van Walraven

## Livre
- 2016 : Te lijf: de kunst van het mooi ouder worden : co-écrit avec l'actrice Isa Hoes.